# Stanisław Asiejew

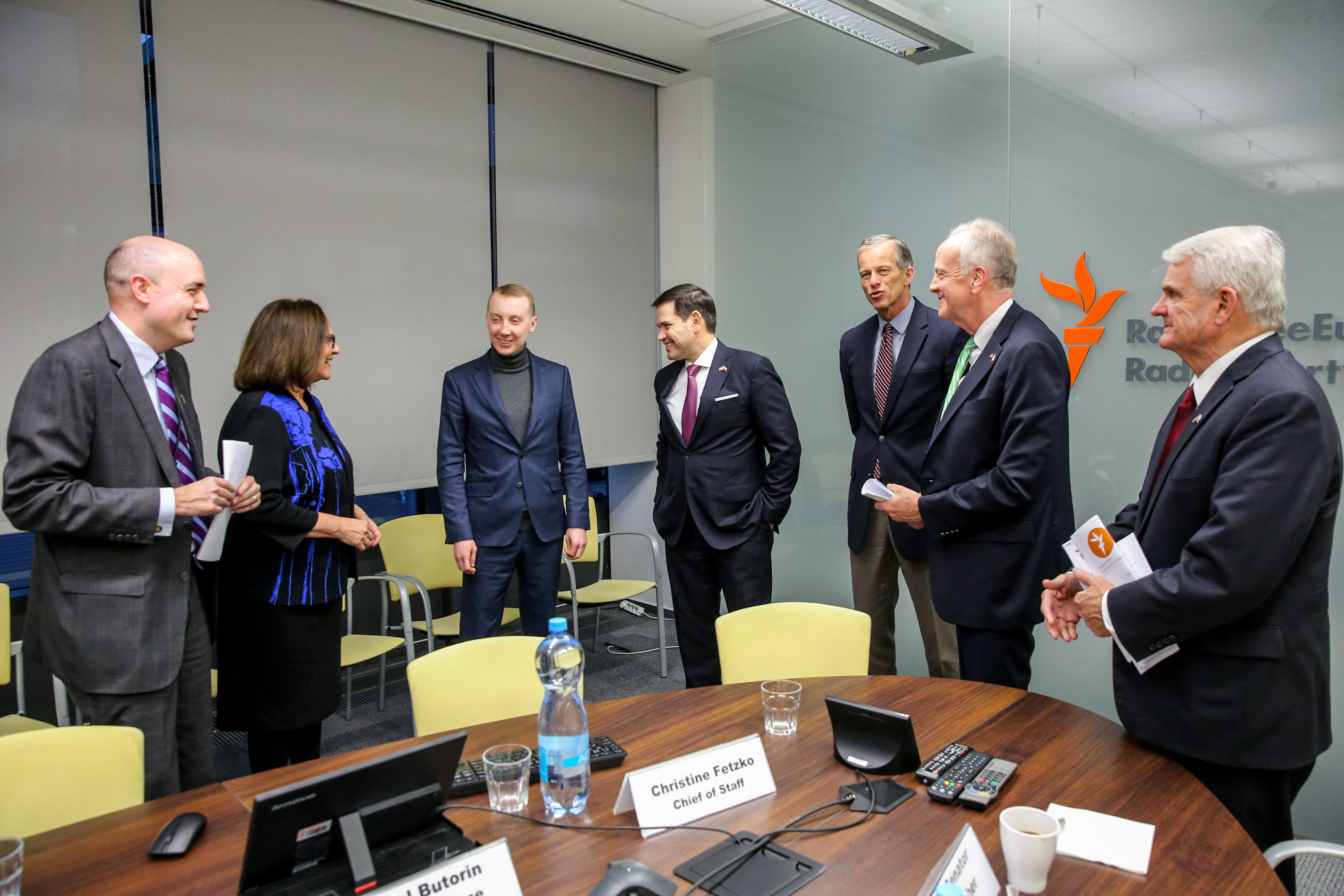
Stanisław Asiejew z amerykańskimi senatorami w praskim biurze Radia Wolna Europa

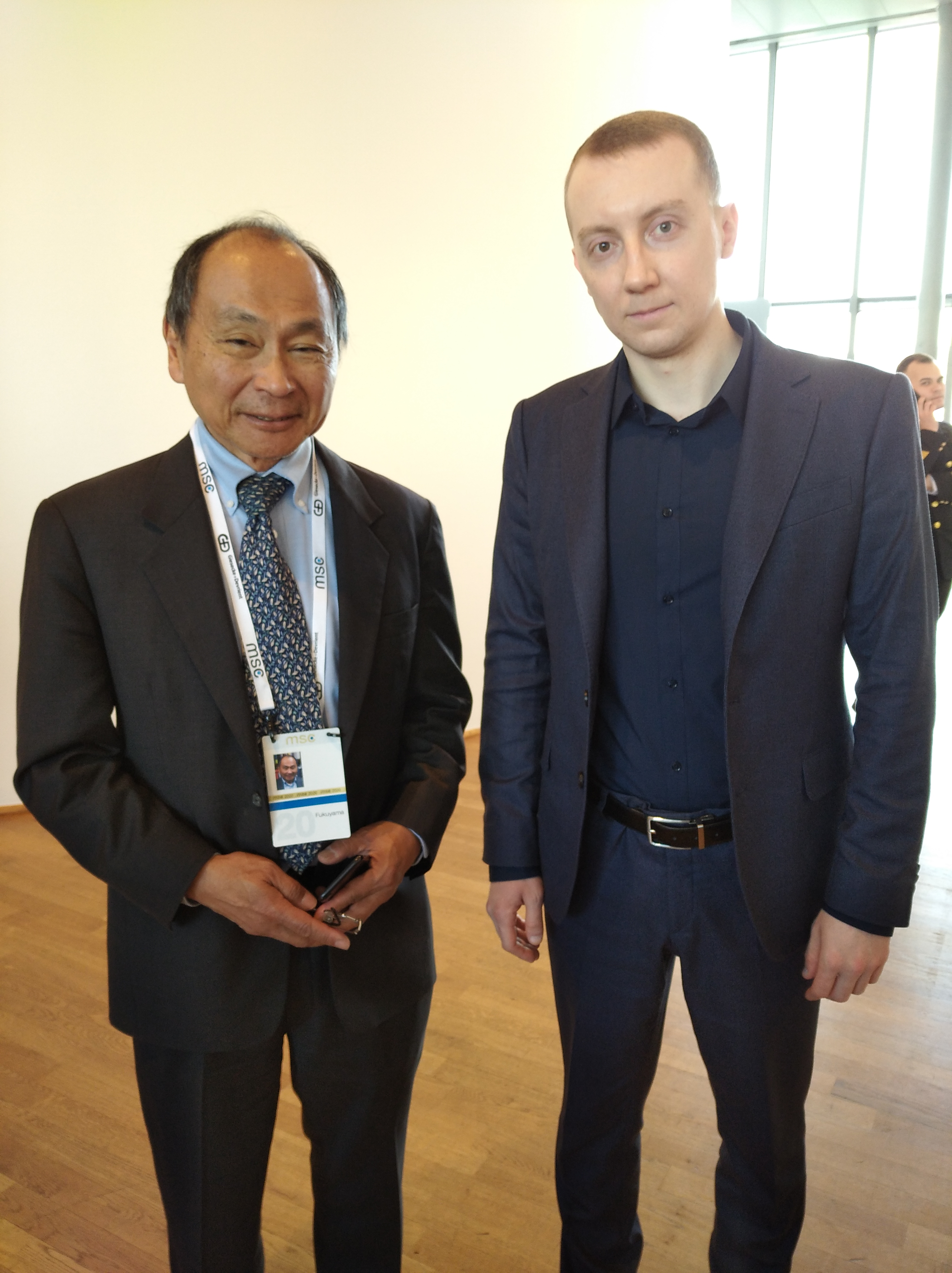
Asiejew z Francisem Fukuyamą w Monachium

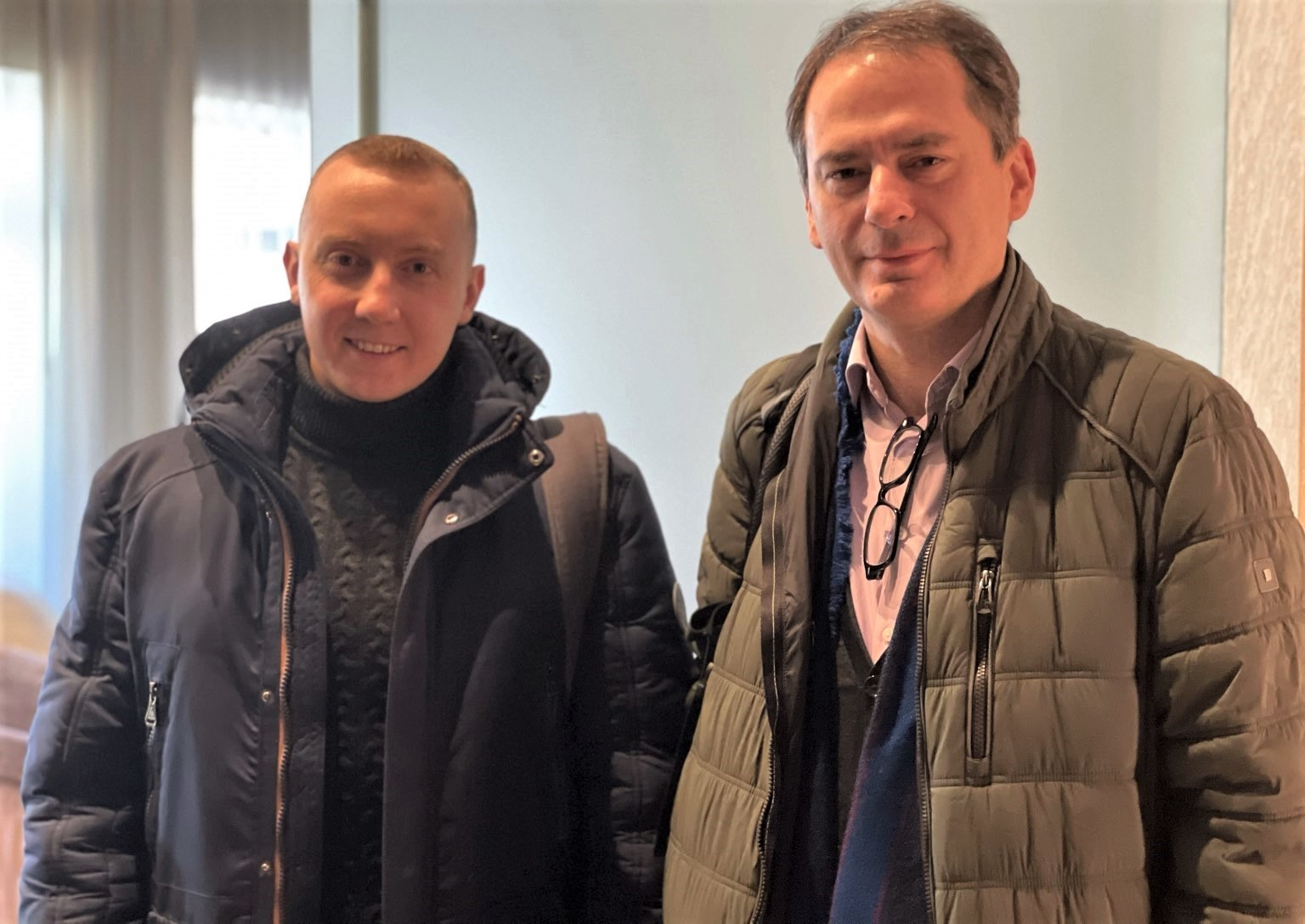
Asiejew z Christo Grozewem

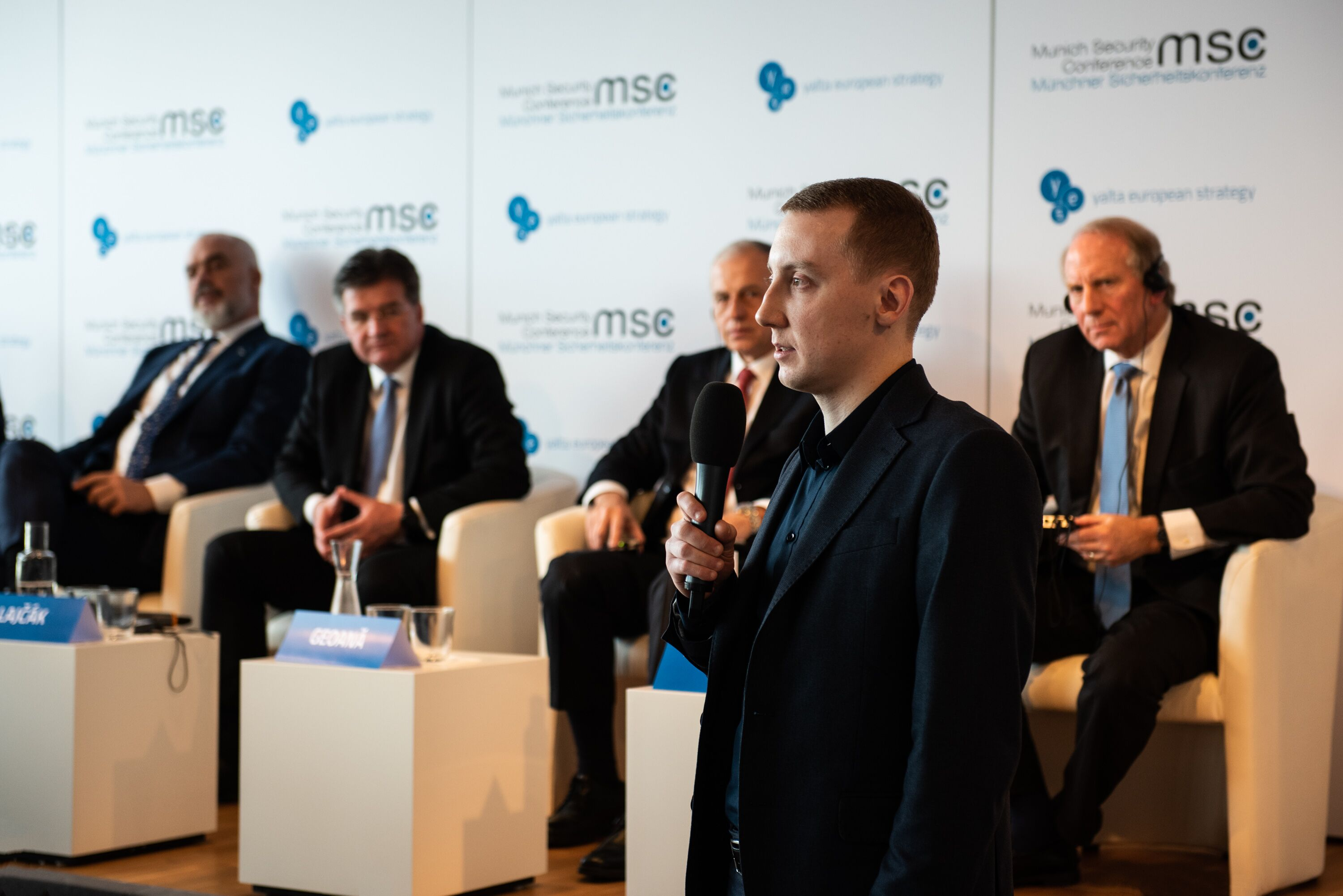
Stanisław Asiejew na Monachijskiej Konferencji Bezpieczeństwa

Stanisław Wołodymyrowycz Asiejew (ukr. Станіслав Володимирович Асєєв; pseudonim Stanisław Wasin, ukr. Станіслав Васін; ur. 1 października 1989 w Doniecku) – ukraiński pisarz i dziennikarz. Jego najbardziej znanymi dziełami są autobiograficzna powieść Mielchiorowyj słon, ili Cziełowiek, kotoryj dumał (2015) oraz zbiór wspomnień z internacji w Donieckiej Republice Ludowej Świetlana Droga. Obóz koncentracyjny w Doniecku (2020). 

## Życiorys
Asiejew urodził się w 1989 w Doniecku. W 2006 ukończył szkołę średnią w mieście Makiejewka i rozpoczął studia w Instytucie Informatyki i Sztucznej Inteligencji Donieckiego Narodowego Uniwersytetu Technicznego. W 2012 z wyróżnieniem uzyskał tytuł magistra religioznawstwa. Jego zainteresowania filozoficzne obejmują XX-wieczną ontologię francuską i niemiecką.
Według biografii opublikowanej w czasopiśmie „Junost”, po ukończeniu studiów Asiejew wyjechał do Paryża, gdzie złożył podanie o służbę we francuskiej Legii Cudzoziemskiej. Następnie wrócił na Ukrainę i próbował pracy jako stażysta w banku, grabarz, operator w firmie wysyłkowej czy sprzedawca.

### Życie w okupowanym Doniecku
W maju 2014 Donieck znalazł się pod kontrolą prorosyjskich separatystów. Przebywając na terytoriach okupowanych w latach 2015–2017 Asiejew publikował swoje reportaże (pod pseudonimem Stanisław Wasin) dla „Dzerkała Tyżnia” i innych ukraińskich mediów.
6 czerwca 2017 jego kolega ze studiów i były poseł Jehor Firsow poinformował o zniknięciu Asiejewa, oskarżając o porwanie wspieranych przez Rosję separatystów. 16 lipca 2017 matka Asiejewa została poinformowana, że jej syn jest w areszcie Donieckiej Republiki Ludowej i że jest podejrzany o szpiegostwo. W lipcu 2018 Asiejew rozpoczął w więzieniu strajk głodowy.
Amnesty International, Komitet Ochrony Dziennikarzy, Europejska Federacja Dziennikarzy, Human Rights Watch, Norweski Komitet Helsiński, Organizacja Bezpieczeństwa i Współpracy w Europie (OBWE), PEN International, Reporterzy bez Granic oraz Misja Stanów Zjednoczonych przy OBWE wezwały do natychmiastowego uwolnienia Asiejewa. Amerykańscy senatorowie Bob Menendez i Marco Rubio również wyrazili swoje wsparcie.
W październiku 2019 Sąd Najwyższy DRL uznał Asiejewa za winnego działalności ekstremistycznej i szpiegostwa. Skazano go na 15 lat więzienia. W ramach wymiany więźniów Stanisław Asiejew i Ołeh Hałaziuk zostali uwolnieni i przekazani władzom ukraińskim 29 grudnia 2019.

## Praca dziennikarska
Asiejew używał pseudonimu Stanisław Wasin, aby móc bezpiecznie relacjonować wydarzenia na terytoriach okupowanych. Stanowisko Asiejewa na temat wojny na Donbasie nie zawsze było jednoznacznie proukraińskie (często był oskarżany przez komentatorów o „brak patriotyzmu” lub „niedojrzałość poglądów”). Jego reportaże ujawniają zbrodnie, jakie zostały popełnione w samozwańczej Donieckiej Republice Ludowej, rosyjską działalność w Donbasie oraz proukraiński ruch oporu.
W 2015 roku jego teksty publikowała „Ukraińska Prawda”. W latach 2016–2017 był korespondentem „Dzerkała Tyżnia” i Radia Wolna Europa.

## Aktywność polityczna
Po uwolnieniu Asiejew zajął się prawami osób przetrzymywanych w nielegalnych więzieniach w Rosji i na terytoriach okupowanych. 29 stycznia 2020 wygłosił przemówienie w Radzie Europy, w którym zwrócił się do państw członkowskich o wywarcie presji na Rosję w celu uwolnienia jeńców 15 lutego 2020 przemawiał na Monachijskiej Konferencji Bezpieczeństwa, gdzie mówił o nieludzkim traktowaniu jeńców przez bojowników. 14 lutego 2020 spotkał się z grupą amerykańskich senatorów w praskim biurze Radia Wolna Europa, aby omówić uwolnienie pozostałych jeńców przetrzymywanych przez donieckich separatystów.

## Nagrody
- Free Media Awards 2020[13]
- Narodowa Nagroda Wolności Wypowiedzi 2020[14]
- Nagroda Szewczenki 2021[15]